# かわさき町民バス

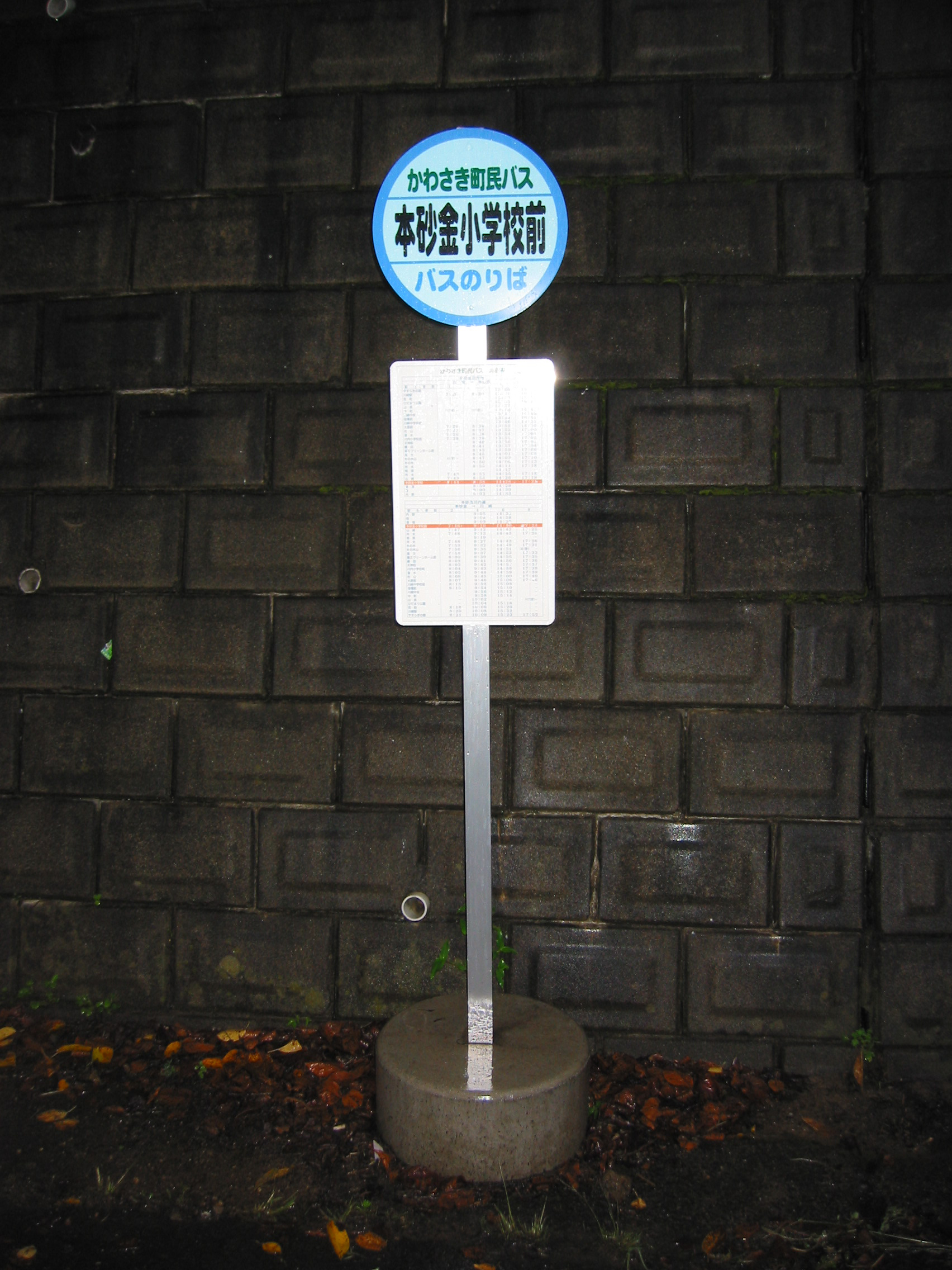
かわさき町民バス バス停

かわさき町民バス（かわさきちょうみんバス）は、宮城県柴田郡川崎町にて運行しているコミュニティバス。
運行形態は、自家用自動車（白ナンバー車）による有償運送である。

## 沿革
- 2001年4月1日 - 運行開始。

## 概要
- 運賃 - 1回利用100円（回数券・普通定期券・敬老定期券[70歳以上]あり）
- 土曜・日曜・祝日・年末年始は運休。

## 路線
以下の路線がある。 ※括弧内は不経由便あり。「川崎駅」は、宮城交通川崎案内所の前。
青根前川線
- やすらぎの郷 - 川崎駅 - （町内循環 - ）本城 - （中西 - ）大向 - （百本楢 - ）前川小学校前 - 青根温泉

笹谷野上線
- （やすらぎの郷 - 川崎駅 - 町内循環 - ）川崎駅 - 南立野 - 上の台 - 野上中央 - 笹谷

本砂金川内線
- やすらぎの郷 - 川崎駅 - （町内循環 - ）川内小学校前 - 蔵王グリーンホーム - （柳生川 - ）高欠 - 所夫 - （栃原 - 所夫 - ）本砂金小学校前 - 内野

碁石支倉線
- やすらぎの郷 - 川崎駅 - 町内循環 - 大針 - （上針） - 山口 - 音無 - 上音無 - 山口 - 熊野神社前 - （末沢 - 熊野神社前 - ） - 碁石 - 支倉台終点
  - 音無又は上音無 - 支倉台終点間の区間便あり。

湯坪線
- （やすらぎの郷 - 川崎駅 - 町内循環 - ）やすらぎの郷 - 大柳 - 上の台 - 湯坪
  - 火曜のみの運行。

四ヶ銘山線
- やすらぎの郷 - 川崎駅 - 町内循環 - 荒羽賀 - 四ヶ銘山 - 東蔵王ゴルフ場 - 四ヶ銘山 - 内木戸 - 川崎駅／やすらぎの郷
  - 水曜のみの運行。

安達線
- やすらぎの郷 - 川崎駅 - 町内循環 - 東大原前 - 中沢 - 安達
  - 木曜のみの運行。

下原線
- （やすらぎの郷 - 川崎駅 - 町内循環 - ）やすらぎの郷 - 大柳 - 下原
  - 金曜のみの運行。

町内循環線
- やすらぎの郷 - 川崎駅 - 川崎中央 - ひだまり公園 - 川崎駅 - やすらぎの郷

## 車両
- 三菱ふそう・ローザを使用している。
  - なお、2002年当時、本砂金川内線では以下の車両が使用されていた。

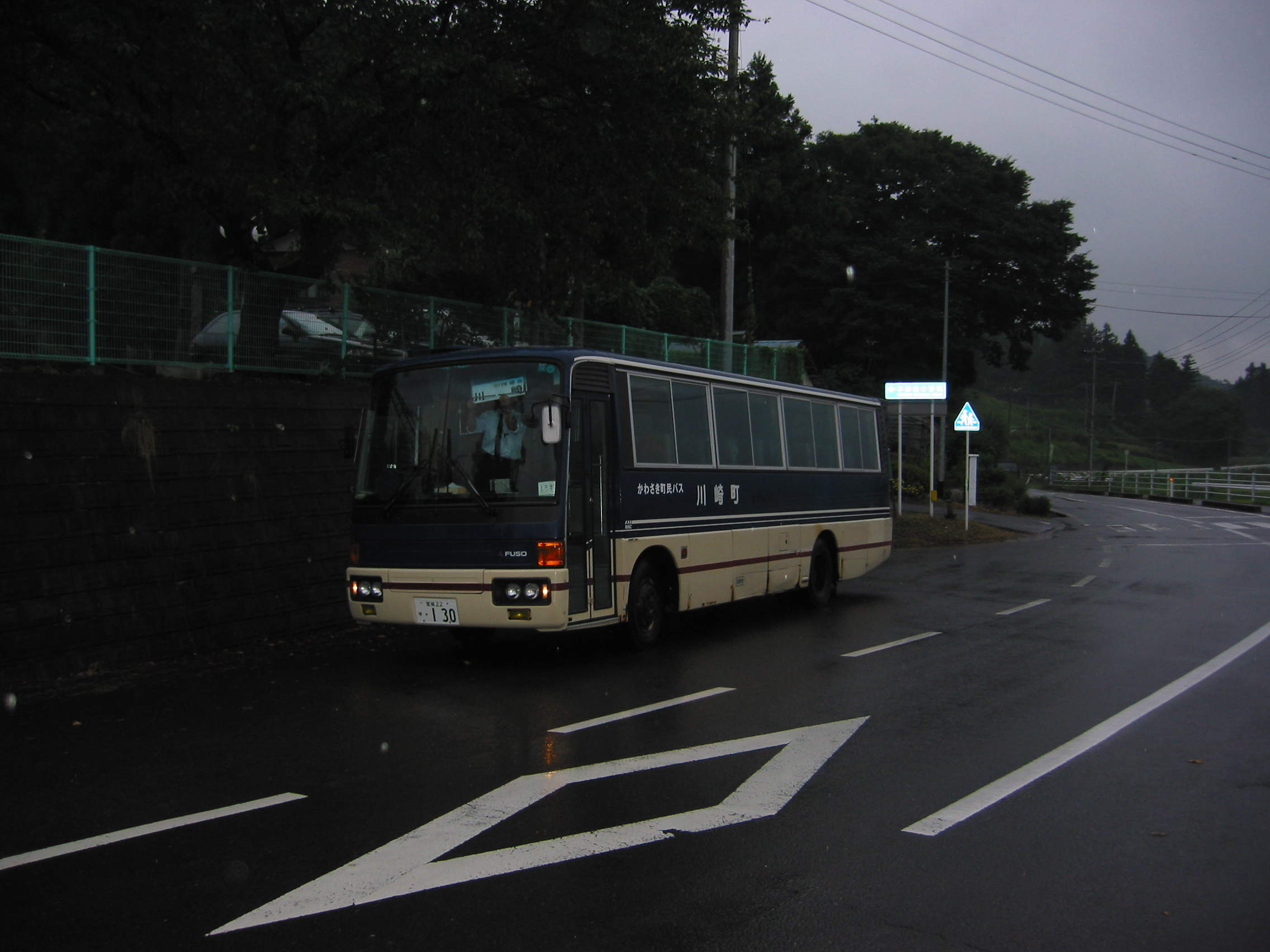
本砂金川内線の車両（2002年当時）